# Åggojåkka (Kummarivier)
De Åggojåkka, Zweeds: Oaggovielma, is een beek in het noorden van Zweden. De Åggojåkka stroomt door de gemeente Kiruna en is ruim 15 kilometer lang. Het water in de beek komt van de 753 m hoge Åggovare, Oagguvárri, en stroomt door het meer Åggojaure, Oaggujávri. Dat is 1 km² groot. Voordat het de Kummarivier instroomt moet het door het moeras Oaggujeaggi.
Er ligt een andere rivier, maar met dezelfde naam Åggojåkka, in de directe omgeving, maar die heeft een ander stroomverloop.
afwatering: Åggojåkka → Kummarivier → Könkämä → Muonio → Torne älv → Botnische Golf.